# Zemský okres Šmalkaldy-Meiningen
Zemský okres Šmalkaldy-Meiningen (německy Landkreis Schmalkalden-Meiningen) je zemský okres v německé spolkové zemi Durynsko. Sídlem správy zemského okresu je město Meiningen. Má přibližně 125 tisíc obyvatel. 

## Města a obce
Města:
1. Brotterode-Trusetal
2. Kaltennordheim
3. Meiningen
4. Oberhof
5. Šmalkaldy
6. Steinbach-Hallenberg
7. Zella-Mehlis
8. Wasungen

Obce:
1. Belrieth
2. Birx
3. Breitungen/Werra
4. Christes
5. Dillstädt
6. Einhausen
7. Ellingshausen
8. Erbenhausen
9. Fambach
10. Floh-Seligenthal
11. Frankenheim/Rhön
12. Friedelshausen
13. Grabfeld
14. Kühndorf
15. Leutersdorf
16. Mehmels
17. Neubrunn
18. Obermaßfeld-Grimmenthal
19. Oberweid
20. Rhönblick
21. Rippershausen
22. Ritschenhausen
23. Rohr
24. Rosa
25. Roßdorf
26. Schwallungen
27. Schwarza
28. Sülzfeld
29. Untermaßfeld
30. Utendorf
31. Vachdorf